# راتلام
شهر راتلام (به انگلیسی: Ratlam) با جمعیت ۲۵۳٫۵۰۷ نفر در ایالت مادایا پرادش در کشور هند واقع شده‌است.